# Fusor (dispositivo)

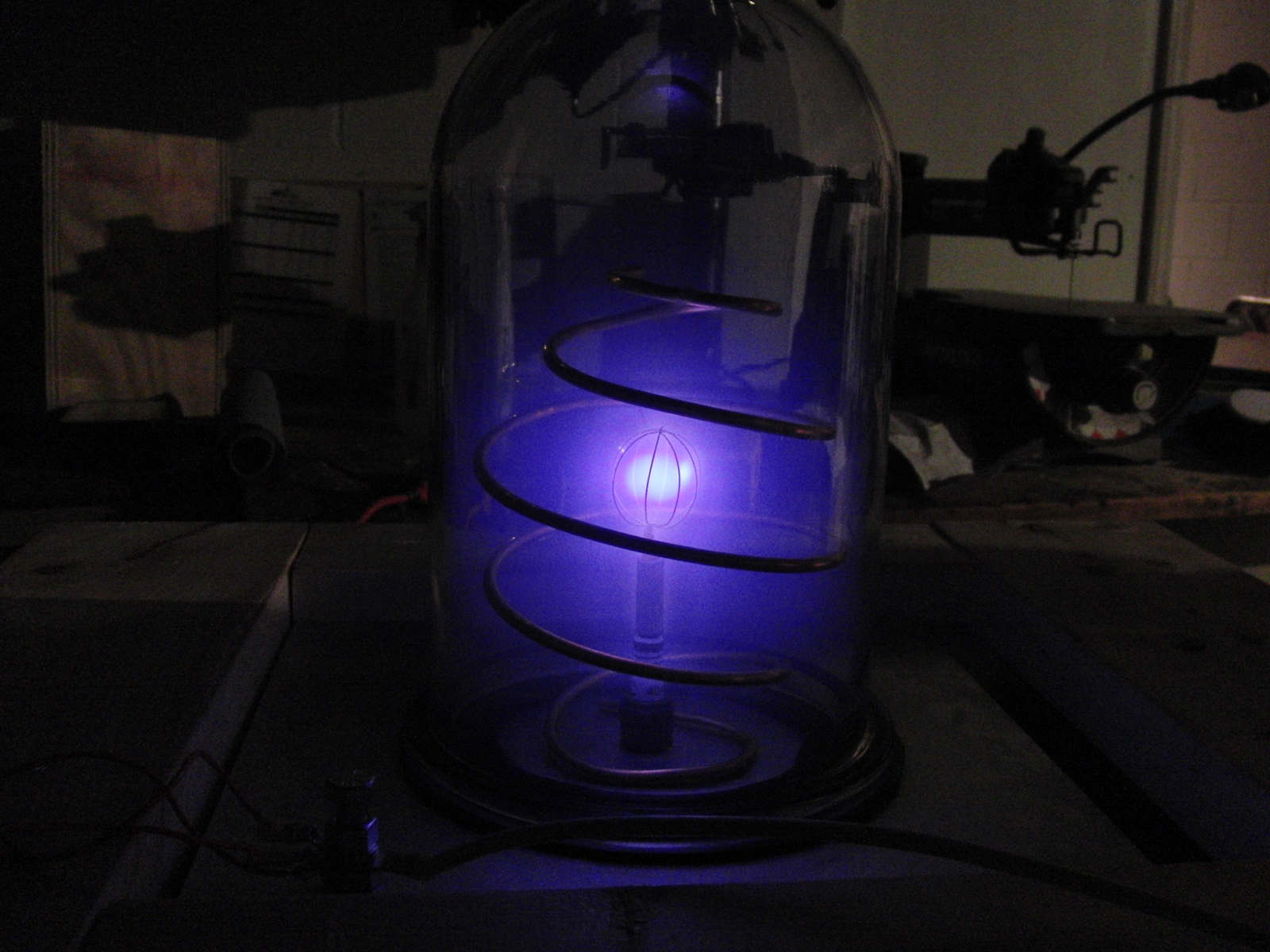
Un fusor casero

Un fusor es un dispositivo que utiliza un campo eléctrico para calentar iones a condiciones de fusión nuclear. El aparato induce un voltaje entre dos jaulas metálicas, dentro de un vacío. Los iones positivos caen por esta caída de voltaje, aumentando la velocidad. Si chocan en el centro, pueden fusionarse. Este es un tipo de dispositivo de confinamiento electrostático inercial, una rama de la investigación de la fusión. 
Un fusor Farnsworth-Hirsch es el tipo de fusor más común. Este diseño proviene del trabajo de Philo T. Farnsworth en 1964 y Robert L. Hirsch en 1967. William Elmore, James L. Tuck y Ken Watson en el Laboratorio Nacional de Los Álamos habían propuesto previamente una variante de fusor, aunque nunca construyeron la máquina.
Varias instituciones han construido fusores. Estos incluyen instituciones académicas como la Universidad de Wisconsin-Madison, el Instituto de Tecnología de Massachusetts y entidades gubernamentales, como la Organización de Energía Atómica de Irán y la Autoridad de Energía Atómica de Turquía.  Los fusores también se han desarrollado comercialmente, como fuentes de neutrones por DaimlerChrysler Aerospace  y como método para generar isótopos médicos. Los fusores también se han vuelto muy populares entre aficionados. Un número creciente de aficionados ha realizado la fusión nuclear utilizando simples fusores. Sin embargo, los científicos no consideran que los fusores sean un concepto viable para la producción de energía a gran escala. 

## Mecanismo

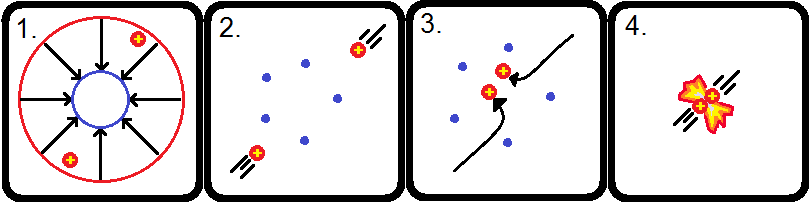
Una ilustración del mecanismo básico de fusión en fusores. (1) El fusor contiene dos jaulas de alambre concéntricas: el cátodo está dentro del ánodo. (2) Los iones positivos son atraídos hacia el cátodo interno, caen por la caída de voltaje. El campo eléctrico actúa sobre los iones, calentándolos a condiciones de fusión. (3) Los iones no llegan a la caja interior. (4) Los iones chocan en el centro y pueden fusionarse.

Por cada voltio en el que se acelera un ion de ±1 carga, gana 1 electronvoltio de energía, similar a calentar un material en 11604 Kelvin de temperatura (T = eV / kB). Después de ser acelerado por 15 kV, un ion con carga simple tiene una energía cinética de 15 keV, similar a la energía cinética promedio a una temperatura de aproximadamente 174 megakelvin, una temperatura típica del plasma de fusión por confinamiento magnético. Debido a que la mayoría de los iones caen en los cables de la jaula, los fusores sufren pérdidas de conducción elevadas. En una mesa de trabajo, estas pérdidas pueden ser al menos cinco órdenes de magnitud más altas que la energía liberada por la reacción de fusión, incluso cuando el fusor está en modo estrella. Por lo tanto, ningún fusor se ha acercado jamás a una producción de energía de equilibrio. Las fuentes comunes de alto voltaje son las fuentes de alta tensión de retorno ZVS y los transformadores de señales de neón. También se le puede llamar acelerador de partículas. 

## Historia

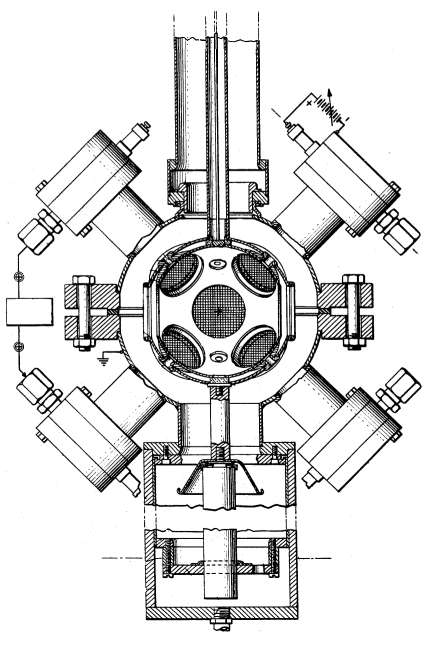
. UU. 3.386.883 - fusor - Imagen de la patente de Farnsworth, el 4 de junio de 1968. Este dispositivo tiene una jaula interior para hacer el campo y cuatro cañones de iones en el exterior.

El fusor fue concebido originalmente por Philo T. Farnsworth, más conocido por su trabajo pionero en la televisión. A principios de la década de 1930, investigó varios diseños de tubos de vacío para usar en televisión y encontró uno que produjo un efecto interesante. En este diseño, al que llamó «multipactor», los electrones que se movían de un electrodo a otro se detuvieron en pleno vuelo con la aplicación adecuada de un campo magnético de alta frecuencia. Entonces, la carga se acumularía en el centro del tubo, lo que produciría una alta amplificación. Desafortunadamente, también condujo a una alta erosión en los electrodos cuando los electrones finalmente los golpearon, y hoy en día el efecto multipactor generalmente se considera un problema que debe evitarse. 
Lo que le interesó particularmente a Farnsworth sobre el dispositivo, fue su capacidad para enfocar electrones en un punto particular. Uno de los mayores problemas en la investigación de la fusión es evitar que el combustible caliente golpee las paredes del contenedor. Si se permite que esto suceda, el combustible no se puede mantener lo suficientemente caliente para que ocurra la reacción de fusión . Farnsworth razonó que podía construir un sistema de confinamiento de plasma electrostático en el que los campos de «pared» del reactor fueran electrones o iones que se mantenían en su lugar mediante el multipactor. Luego, el combustible podría inyectarse a través de la pared y, una vez dentro, no podría escapar. Llamó a este concepto electrodo virtual y al sistema en su conjunto el fusor . 

### Diseño
Los diseños de fusores originales de Farnsworth se basaban en disposiciones cilíndricas de electrodos, como los multipactores originales. El combustible se ionizó y luego se disparó desde pequeños aceleradores a través de orificios en los electrodos externos (físicos). Una vez a través del orificio, se aceleraron hacia el área de reacción interna a alta velocidad. La presión electrostática de los electrodos cargados positivamente mantendría el combustible en su totalidad fuera de las paredes de la cámara, y los impactos de nuevos iones mantendrían el plasma más caliente en el centro. Se refirió a esto como confinamiento electrostático inercial, un término que se sigue utilizando hasta el día de hoy. 

### Trabajos en los laboratorios de televisión Farnsworth
Todo este trabajo se había realizado en los laboratorios de Farnsworth Television, que ITT Corporation había comprado en 1949, como parte de su plan para convertirse en la próxima RCA. Sin embargo, un proyecto de investigación sobre la fusión no se consideró rentable en aquel momento. En 1965, la junta directiva comenzaba a pedirle a Harold Geneen que vendiera la división de Farnsworth, pero su presupuesto de 1966 finalmente fue aprobado con fondos suficientes hasta mediados de 1967. Destinar más fondos fue rechazado, y eso puso fin a los experimentos de ITT con la fusión. 
Las cosas cambiaron drásticamente con la llegada de Robert Hirsch y la introducción de la patente de fusor Hirsch-Meeks modificada. De este modo, nuevos fusores basados en el diseño de Hirsch se construyeron por primera vez entre 1964 y 1967. Hirsch publicó su diseño en un artículo de 1967. Su diseño incluía haces de iones para disparar iones a la cámara de vacío. 
Luego, el equipo se dirigió a la Comisión de Energía Atómica de Estados Unidos (AEC), entonces a cargo de la financiación de la investigación de fusión, y les proporcionó un dispositivo de demostración montado en un carro de servicio que producía más fusión que cualquier dispositivo «clásico» existente. Los observadores se sorprendieron, pero el momento fue malo. El propio Hirsch había revelado recientemente el gran progreso que estaban haciendo los soviéticos utilizando el tokamak. En respuesta a este sorprendente desarrollo, la AEC decidió concentrar la financiación en grandes proyectos de reactores tokamak, y reducir el respaldo a conceptos alternativos.  

### Desarrollos recientes
George H. Miley de la Universidad de Illinois volvió a examinar el fusor y lo reintrodujo en el campo. Desde entonces, ha persistido un interés bajo pero persistente en el fusor. Un avance importante fue la exitosa introducción comercial de un generador de neutrones basado en el fusor. Desde 2006 hasta su muerte en 2007, Robert W. Bussard dio charlas sobre un reactor de diseño similar al fusor, ahora llamado polywell, que dijo sería capaz de generar energía útil. Más recientemente, el fusor ha ganado popularidad entre los aficionados, que los eligen como proyectos domésticos debido a sus materiales relativamente accesibles de espacio, dinero y energía. Una comunidad en línea de «fusores», The Open Source Fusor Research Consortium, o Fusor.net, se dedica a informar sobre los desarrollos en el mundo de los fusores y ayudar a otros aficionados en sus proyectos. El sitio incluye foros, artículos y trabajos realizados sobre el fusor, incluida la patente original de Farnsworth, así como la patente de Hirsch de su versión de la invención.

## Fusión en fusores

### Fusión básica

Las secciones transversales de diferentes reacciones de fusión.

La fusión nuclear se refiere a reacciones en las que se combinan núcleos más ligeros para convertirse en núcleos más pesados. Este proceso convierte la masa en energía que, a su vez, puede capturarse para proporcionar energía de fusión. Se pueden fusionar muchos tipos de átomos. Los más fáciles de fusionar son el deuterio y el tritio . Para que se produzca la fusión, los iones deben estar a una temperatura de al menos 4 keV ( kiloelectronvoltios ), o alrededor de 45 millones de kelvin. La segunda reacción más fácil es fusionar el deuterio consigo mismo. Debido a que este gas es más barato, es el combustible más utilizado por los aficionados. La facilidad de realizar una reacción de fusión se mide por su sección transversal.

### Poder de la red
En tales condiciones, los átomos se ionizan y forman un plasma. La energía generada por fusión, dentro de una nube de plasma caliente, se puede encontrar con la siguiente ecuación.
{\displaystyle P_{\text{fusion}}=n_{A}n_{B}\langle \sigma v_{A,B}\rangle E_{\text{fusion}},}
donde: 
{\displaystyle P_{\text{fusion}}} es la densidad de potencia de fusión (energía por tiempo por volumen),
n es la densidad numérica de las especies A o B (partículas por volumen),
{\displaystyle \langle \sigma v_{A,B}\rangle } es el producto de la sección transversal de colisión σ (que depende de la velocidad relativa) y la velocidad relativa v de las dos especies, promediada sobre todas las velocidades de las partículas en el sistema,
{\displaystyle E_{\text{fusion}}} es la energía liberada por una sola reacción de fusión.
Esta ecuación muestra que la energía varía con la temperatura, la densidad, la velocidad de la colisión y el combustible utilizado. Para alcanzar la potencia neta, las reacciones de fusión deben ocurrir lo suficientemente rápido como para compensar las pérdidas de energía. Cualquier planta de energía que utilice fusión se mantendrá en esta nube caliente. Las nubes de plasma pierden energía por conducción y radiación. La conducción es cuando los iones, electrones o neutros tocan una superficie y se filtran. La energía se pierde con la partícula. La radiación es cuando la energía sale de la nube en forma de luz. La radiación aumenta a medida que aumenta la temperatura. Para obtener energía neta de la fusión, debe superar estas pérdidas. Esto conduce a una ecuación para la producción de energía. 
{\displaystyle P_{\text{out}}=\eta _{\text{capture}}(P_{\text{fusion}}-P_{\text{conduction}}-P_{\text{radiation}}).}
donde: 
η es la eficiencia,
{\displaystyle P_{\text{conduction}}} es el poder de las pérdidas por conducción cuando la masa cargada de energía se va,
{\displaystyle P_{\text{radiation}}} es el poder de las pérdidas por radiación cuando la energía sale como luz,
{\displaystyle P_{\text{out}}} es la potencia neta de la fusión.
John Lawson utilizó esta ecuación para estimar algunas condiciones para la potencia neta basándose en una nube de Maxwell. Este se convirtió en el criterio de Lawson. Los fusores suelen sufrir pérdidas de conducción debido a que la jaula de alambre se encuentra en el camino del plasma en recirculación. 

### En fusores
En el diseño original del fusor, varios aceleradores de partículas pequeñas, esencialmente tubos de TV con los extremos retirados, inyectan iones a un voltaje relativamente bajo en una cámara de vacío. En la versión Hirsch del fusor, los iones se producen ionizando un gas diluido en la cámara. En cualquiera de las versiones hay dos electrodos esféricos concéntricos, el interior se carga negativamente con respecto al exterior (a aproximadamente 80 kV). Una vez que los iones entran en la región entre los electrodos, se aceleran hacia el centro. 
En el fusor, los iones son acelerados a varios keV por los electrodos, por lo que el calentamiento como tal no es necesario (siempre que los iones se fusionen antes de perder su energía por cualquier proceso). Mientras que 45 megakelvins es una temperatura muy alta según cualquier estándar, el voltaje correspondiente es de solo 4 kV, un nivel que se encuentra comúnmente en dispositivos como luces de neón y televisores. En la medida en que los iones permanezcan en su energía inicial, la energía se puede ajustar para aprovechar el pico de la sección transversal de la reacción o para evitar reacciones desventajosas (por ejemplo, que producen neutrones) lo que podría ocurrir a niveles de energía más altas. 
Se han hecho varios intentos para aumentar la tasa de ionización del deuterio, incluidos los calentadores dentro de las «pistolas de iones», muy similar a la «pistola de electrones» que forma la base de los tubos de visualización de televisión de estilo antiguo, así como los dispositivos de tipo magnetrón,que son las fuentes de energía para hornos microondas, que pueden mejorar la formación de iones mediante campos electromagnéticos de alto voltaje. Se puede esperar que cualquier método que aumente la densidad iónica, dentro de los límites que preservan el camino libre de media iónica, o la energía iónica, mejore el rendimiento de fusión, típicamente medido en el número de neutrones producidos por segundo. 
La facilidad con la que se puede aumentar la energía iónica parece ser particularmente útil cuando se consideran reacciones de fusión a «alta temperatura», como la fusión aenutrónica (protón-boro), que tiene mucho combustible, no requiere tritio radiactivo y no produce neutrones en la reacción primaria. 

## Consideraciones

### Modos de operación

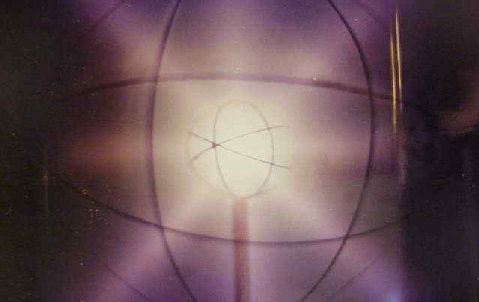
Fusor Farnsworth-Hirsch durante el funcionamiento en el llamado «modo estrella» caracterizado por «rayos» de plasma brillante que parecen emanar de los huecos en la rejilla interna.

Los fusores tienen al menos dos modos de funcionamiento (entre otros muchos más): modo estrella y modo halo . El modo halo se caracteriza por un amplio resplandor simétrico, con uno o dos haces de electrones que salen de la estructura. Hay poca fusión. El modo halo ocurre en tanques de mayor presión y, a medida que mejora el vacío, el dispositivo pasa al modo estrella. El modo estrella aparece como rayos de luz brillantes que emanan del centro del dispositivo.  

### Densidad de energía
Debido a que el campo eléctrico creado por las jaulas es negativo, no puede atrapar simultáneamente iones cargados positivamente y electrones negativos. Por lo tanto, debe haber algunas regiones de acumulación de carga, lo que dará como resultado un límite superior en la densidad alcanzable. Esto podría colocar un límite superior en la densidad de potencia de la máquina, lo que puede mantenerla demasiado baja para la producción de energía.  

### Térmica de las velocidades de los iones
Cuando caen por primera vez en el centro del fusor, todos los iones tendrán la misma energía, pero la distribución de velocidades se acercará rápidamente a una distribución de Maxwell-Boltzmann. Esto ocurriría a través de colisiones simples de Coulomb en cuestión de milisegundos, pero las inestabilidades haz-haz ocurrirán órdenes de magnitud aún más rápido. En comparación, cualquier ion dado requerirá unos minutos antes de someterse a una reacción de fusión, por lo que la imagen monoenergética del fusor, al menos para la producción de energía, no es apropiada. Una consecuencia de la termalización es que algunos de los iones ganarán energía suficiente para salir del pozo de potencial, llevándose su energía con ellos, sin haber sufrido una reacción de fusión. 

### Electrodos

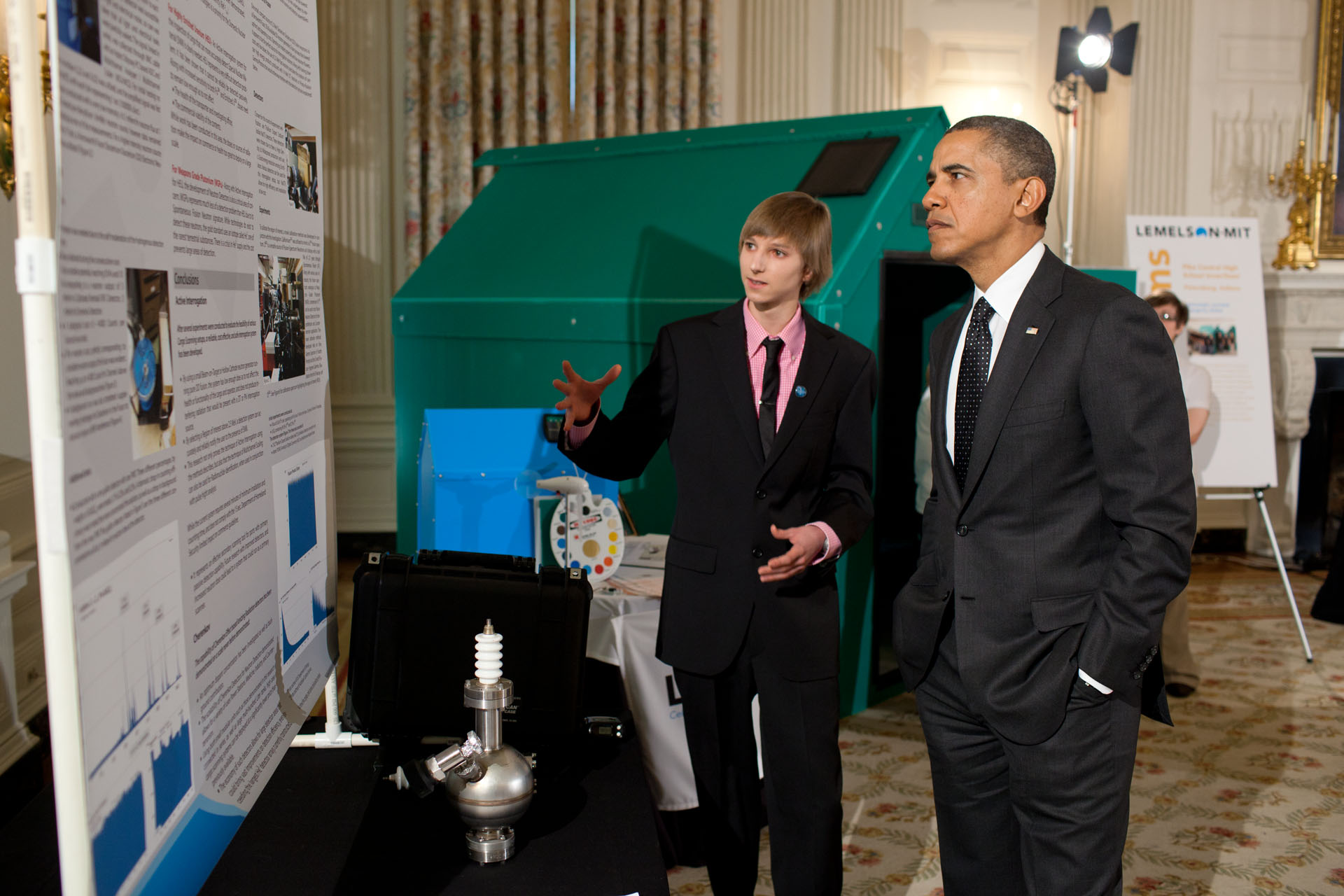
Taylor Wilson le presenta su proyecto de fusor al presidente Barack Obama (2012)

Hay una serie de desafíos sin resolver con los electrodos en un sistema de energía de fusor. Para empezar, los electrodos no pueden influir en el potencial dentro de sí mismos, por lo que parecería a primera vista que el plasma de fusión estaría en contacto más o menos directo con el electrodo interno, lo que provocaría la contaminación del plasma y la destrucción del electrodo. Sin embargo, la mayoría de la fusión tiende a ocurrir en microcanales formados en áreas de mínimo potencial eléctrico, visto como «rayos» visibles que penetran en el núcleo. Estos se forman porque las fuerzas dentro de la región corresponden a «órbitas» aproximadamente estables. Aproximadamente el 40% de los iones de alta energía en una red típica que funciona en modo estrella pueden estar dentro de estos microcanales. No obstante, las colisiones de la red siguen siendo el principal mecanismo de pérdida de energía de los fusores Farnsworth-Hirsch. Lo que complica los problemas es el desafío de enfriar el electrodo central; cualquier fusor que produzca suficiente energía para hacer funcionar una planta de energía parece destinado a destruir también su electrodo interno. Como limitación fundamental, cualquier método que produzca un flujo de neutrones que se capture para calentar un fluido de trabajo también bombardeará sus electrodos con ese flujo, calentándolos también. 
Los intentos de resolver estos problemas incluyen el sistema Polywell de Bussard, el enfoque de trampa Penning modificado de D.C. Barnes y el fusor de la Universidad de Illinois que retiene las rejillas, pero intenta enfocar más estrechamente los iones en microcanales para intentar evitar pérdidas. Si bien los tres son dispositivos de confinamiento electrostático inercial (IEC), solo el último es en realidad un «fusor».

### Radiación
Las partículas cargadas irradiarán energía en forma de luz cuando cambien de velocidad. Esta tasa de pérdida se puede estimar para partículas no relativistas usando la fórmula de Larmor . Dentro de un fusor hay una nube de iones y electrones . Estas partículas se acelerarán o desacelerarán a medida que se muevan. Estos cambios de velocidad hacen que la nube pierda energía en forma de luz. La radiación de un fusor puede (al menos) estar en el espectro visible, ultravioleta y de rayos X, dependiendo del tipo de fusor utilizado. Estos cambios de velocidad pueden deberse a interacciones electrostáticas entre partículas (ion a ion, ion a electrón, electrón a electrón). Esto se conoce como radiación de frenado y es común en los fusores. Los cambios en la velocidad también pueden deberse a interacciones entre la partícula y el campo eléctrico. Dado que no hay campos magnéticos, los fusores no emiten radiación de ciclotrón a bajas velocidades ni radiación de sincrotrón a altas velocidades. 
En Fundamental limitations on plasma fusion systems not in thermodynamic equilibrium (en español: Limitaciones fundamentales en los sistemas de fusión de plasma que no están en equilibrio termodinámico), Todd Rider sostiene que un plasma isotrópico cuasineutral perderá energía debido a la radiación de frenado a una velocidad prohibitiva para cualquier combustible que no sea DT (o posiblemente DD o D-He3). Este documento no es aplicable a la fusión IEC, ya que un plasma cuasineutral no puede ser contenido por un campo eléctrico, que es una parte fundamental de la fusión IEC. Sin embargo, en un artículo anterior, "Una crítica general de los sistemas de fusión por confinamiento inercial-electrostático", Rider aborda directamente los dispositivos IEC comunes, incluido el fusor. En el caso del fusor, los electrones generalmente están separados de la masa del combustible aislado cerca de los electrodos, lo que limita la tasa de pérdida. Sin embargo, Rider demuestra que los fusores prácticos funcionan en una variedad de modos que conducen a pérdidas y mezclas de electrones importantes o, alternativamente, a densidades de potencia más bajas. Esto parece ser una especie de catch-22 que limita la salida de cualquier sistema similar a un fusor. 

## Aplicaciones comerciales

### Fuente de neutrones
Se ha demostrado que el fusor es una fuente de neutrones viable. Los fusores típicos no pueden alcanzar flujos tan altos como los reactores nucleares o las fuentes de aceleradores de partículas, pero son suficientes para muchos usos. Es importante destacar que el generador de neutrones se coloca fácilmente en una mesa y se puede apagar con solo presionar un interruptor. Un fusor comercial se desarrolló como una actividad secundaria dentro de DaimlerChrysler Aerospace - Space Infrastructure de Bremen, entre 1996 y principios de 2001. Una vez que el proyecto terminó de manera efectiva, el exgerente de proyecto estableció una empresa que se llama NSD-Fusion. Hasta la fecha, el flujo de neutrones más alto logrado por un dispositivo similar a un fusor ha sido de 3 × 1011 neutrones por segundo con la reacción de fusión deuterio-deuterio.

### Isótopos médicos
Las nuevas empresas comerciales han utilizado los flujos de neutrones generados por los fusores para generar Mo-99, un isótopo utilizado para la atención médica.

## Patentes
- Bennett, WH, Patente USPTO n.º 3120475, febrero de 1964. (Energía termonuclear).
- P. T. Farnsworth, Patente USPTO n.º 3258402, junio de 1966 (Descarga eléctrica   - Interacción nuclear).
- P. T. Farnsworth, Patente USPTO n.º 3386883 . Junio de 1968 (Método y aparato).
- Hirsch, Robert, Patente USPTO n.º 3530036 . Septiembre de 1970 (Aparato).
- Hirsch, Robert, Patente USPTO n.º 3530497 . Septiembre de 1970 (Aparato generador   - Hirsch / Meeks).
- Hirsch, Robert, Patente USPTO n.º 3533910 . Octubre de 1970 (fuente de iones de litio).
- Hirsch, Robert, Patente USPTO n.º 3655508 . Abril de 1972 (Reducir la fuga de plasma).
- P. T. Farnsworth, Patente USPTO n.º 3664920 . Mayo de 1972 (Contención electrostática).
- R. W. Bussard, "Método y aparato para controlar partículas cargadas", Patente USPTO n.º 4826646, mayo de 1989 (Método y aparato   - Campos de rejilla magnética).
- R. W. Bussard, "Método y aparato para crear y controlar reacciones de fusión nuclear", Patente USPTO n.º 5160695, noviembre de 1992 (Método y aparato   - Ondas acústicas iónicas).